# 博德納里夫 (科洛梅亞區)
48°39′50″N 24°49′18″E / 48.66389°N 24.82167°E
博德納里夫（羅馬化：Bodnariv）是烏克蘭的村落，位於該國西部伊萬諾-弗蘭科夫斯克州，由科洛梅亞區負責管轄，面積4.54平方公里，2021年人口10，人口密度每平方公里11.7人。